# 埃米莉·萨姆斯
埃米莉·梅·萨姆斯（英語：Emily May Sams，1999年7月1日—），婚前姓氏马德里尔（Madril），美国女子足球运动员。她曾代表美国国家队参加2024年夏季奥林匹克运动会女子足球比赛，获得一枚金牌。